# مارش ورين

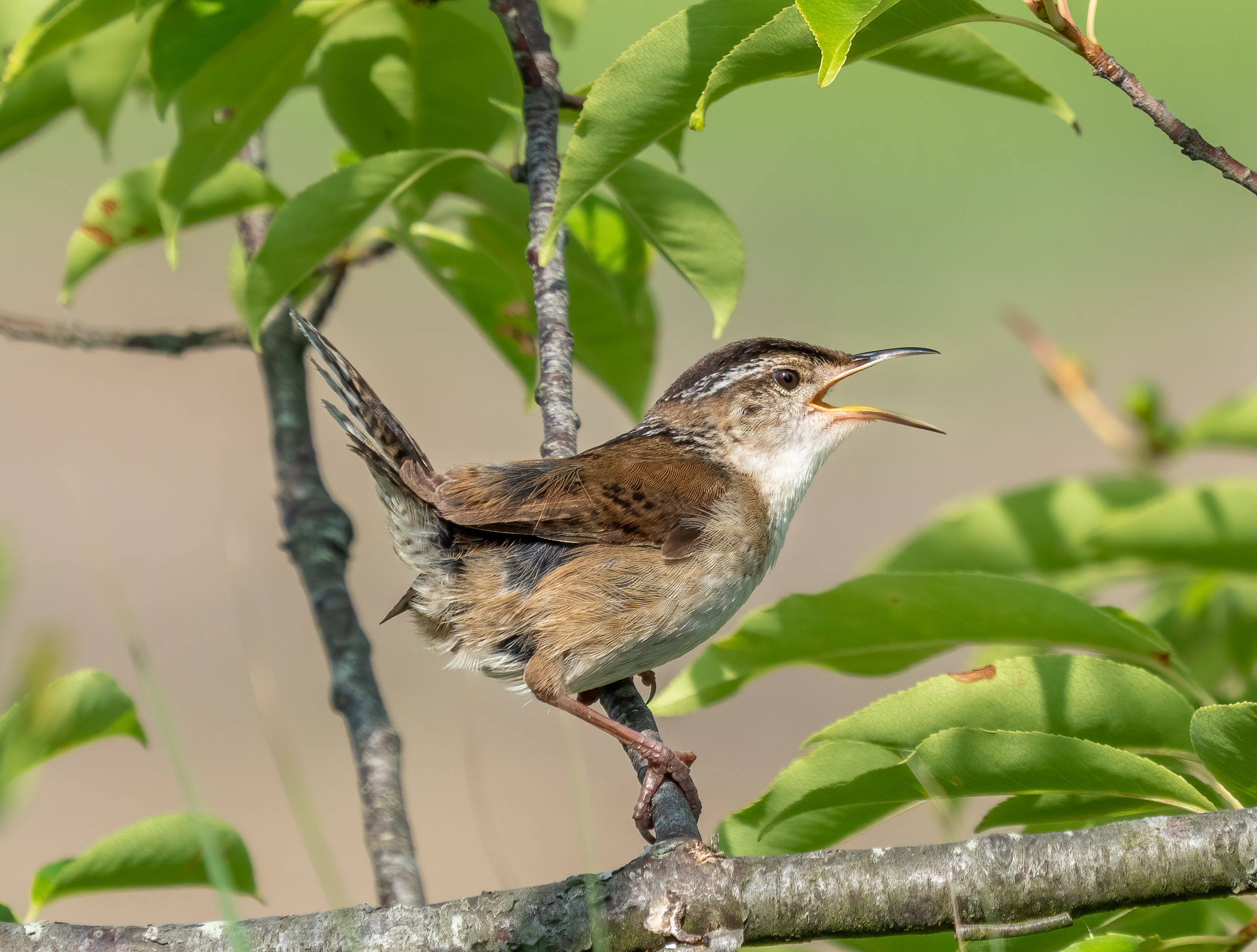
يغني في مستنقع في شاطئ هاموناسيت, كونيتيكت

عصفور المستنقعات (الاسم العلمي: Cistothorus palustris) هو عصفور مغرد صغير من عائلة العصافير في أمريكا الشمالية. يُعرف أحياناً باسم عصفور المستنقعات طويل المنقار للتمييز بينه وبين عصفور السجدة، المعروف أيضاً بعصفور المستنقعات قصير المنقار.

## التصنيف
وصف عالم الطيور الأسكتلندي-الأمريكي الكسندر ويلسون عصفور المستنقعات في عام 1810 وأطلق عليه الاسم الثنائي Certhia palustris. قدّم عالم الطيور الألماني جان كابانيس الجنس الحالي Cistothorus في عام 1850. هناك 15 نوعاً فرعياً معترفاً به.
اشتقاق الاسم: من اليونانية 'κιστος' (cistos, "شجيرة") و'θουρος' (thouros, "القفز أو الركض عبر") ومن اللاتينية 'palustris' ("مستنقعي").

## الوصف

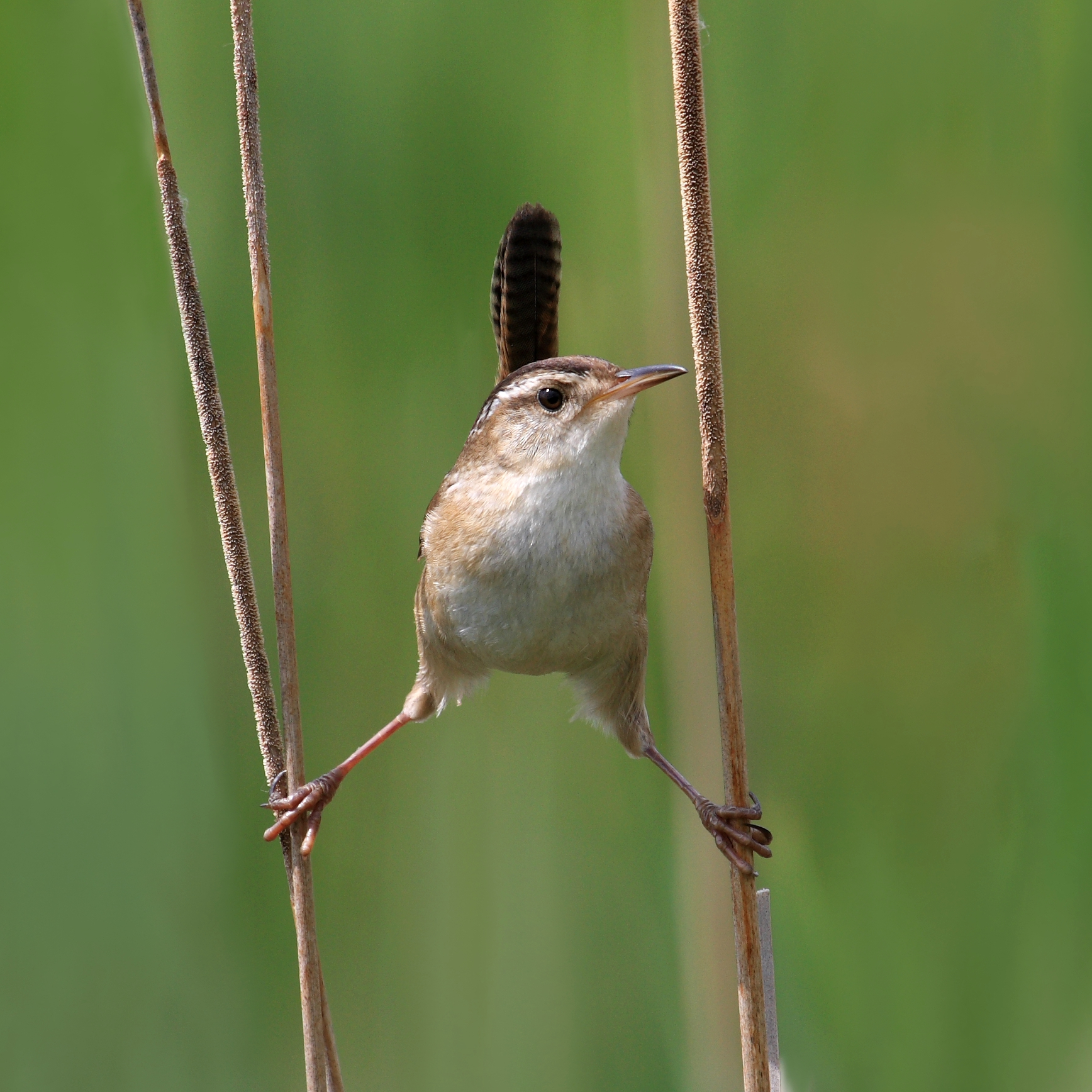
منطقة الحياة البرية الوطنية كاب تورمونت، كيبيك، كندا

تتمتع الطيور البالغة بأجزاء علوية بلون بني وبطن وجوانب بنية فاتحة مع حنجرة وصدر أبيضين. الظهر أسود مع خطوط بيضاء. لديها قبعة داكنة مع خط أبيض فوق العينين ومنقار قصير ورقيق.
يغني الذكر بصوت عالٍ لإعلان ملكية الأراضي؛ الذكور الغربية تتمتع بأصوات متنوعة أكثر.
يعتبر هذا الطائر الصغير من الأنواع الأصلية في كندا والمكسيك والولايات المتحدة. يعيش في مناطق التكاثر في المستنقعات ذات النباتات الطويلة مثل القصب عبر أمريكا الشمالية. في غرب الولايات المتحدة، تعيش بعض الطيور بشكل دائم، بينما تهاجر طيور أخرى إلى المستنقعات والمستنقعات الملحية في جنوب الولايات المتحدة والمكسيك. يقع نطاقها غير التكاثري في جنوب الولايات المتحدة وصولاً إلى المكسيك، بينما يقع نطاقها التكاثري في شمال شرق الولايات المتحدة وصولاً إلى كندا.
القياسات:
- الطول: 3.9–5.5 بوصة (9.9–14.0 سـم)
- الوزن: 0.3–0.5 أونصة (8.5–14.2 غ)
- باع الجناحين: 5.9 بوصة (15 سـم)

## البحث عن الطعام والنظام الغذائي
يبحث هذا الطائر عن طعامه بنشاط في النباتات القريبة من الماء، ويطير أحيانًا لالتقاط الحشرات في الجو. يتغذى بشكل رئيسي على الحشرات، وكذلك على العناكب والحلزون. في كاليفورنيا، تم فحص 53 معدة لعصافير المستنقعات الغربية وأظهرت النتائج أن الطيور تستهلك البق (29%)، واليرقات والخادرات (17%)، والخنافس (16%)، والنمل والدبابير (8%)، والعناكب (5%)، والخنافس الأرضية وخنافس الدعسوقة (2%)، مع وجود أنواع أخرى من الذباب، والجنادب، واليعاسيب وبقايا حشرات غير محددة تشكل أكثر من 11 في المئة. لوحظ أن النمل والدبابير يكون تناولها في الغالب في الخريف.

## التعشيش
يبني هذا الطائر عشه على شكل بيضاوي مرتبط بنباتات المستنقعات، ويكون الدخول إليه من الجانب. يبني الذكر العديد من الأعشاش غير المستخدمة في منطقته. تفترض إحدى النظريات أن السبب المحتمل لبناء الذكور "أعشاش وهمية" متعددة في منطقته هو أنها مناطق للتودد وأن الإناث هي التي تبني "عش التكاثر" الذي تضع فيه بيضها. قد يقوم الذكر بثقب البيض ويضرب الفراخ الصغيرة للطيور الأخرى التي تعشش بالقرب منه بفتك، بما في ذلك طيوره الخاصة (حتى نسله الخاص) وشحرور أحمر الجناح وشحرور أصفر الرأس والقنبرة الصغير. عادة ما تحتوي الحضنة على أربعة إلى ستة بيضات، على الرغم من أن العدد يمكن أن يتراوح من ثلاث إلى 10 بيضات. يبلغ طول البيض عادة من 0.6 إلى 0.7 بوصة وعرضه من 0.4 إلى 0.6 بوصة. تحتضن الإناث البيض فقط، وهي الوحيدة التي تطور بقعة الحضنة. يمكن أن تتعرض صغار طائر القنبرة للإصابة باليرقات الممرضة. تصيب يرقات الذباب الصغار من خلال آفات تحت الجلد تسببها الماياسيس وما يتبعها من تعفن. تشكل اليرقات جرحًا في الصغار عن طريق حك الجلد وتوسيع ثقب فيه لخلق تدفق للدم وتتغذى على دم جسم العائل.

## الحفظ
لا يزال النوع شائعًا مع تقدير عدد سكان التكاثر العالمي بحوالي 9.4 مليون. ومع ذلك، فقد تراجعت أعداده مع فقدان موائل الأراضي الرطبة المناسبة، وستؤدي عمليات تجفيف المستنقعات بالجملة إلى الانقراض المحلي. ومع ذلك، فإن الأنواع منتشرة بما يكفي لعدم التأهل كنوع مهدد وفقًا للاتحاد الدولي لحفظ الطبيعة (IUCN).

## معرض الصور

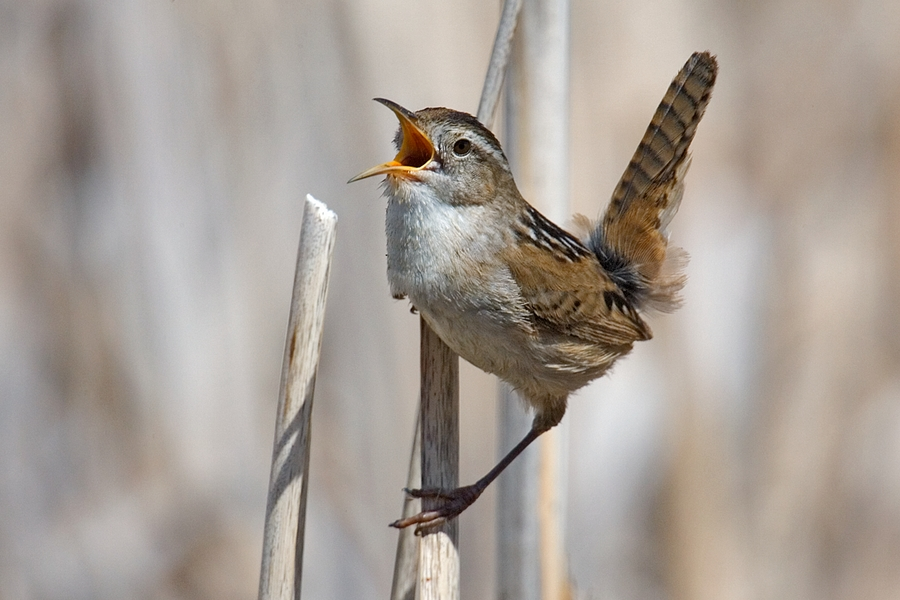
قنبرة المستنقعات في ملجأ تولي ليك الوطني للحياة البرية، كاليفورنيا
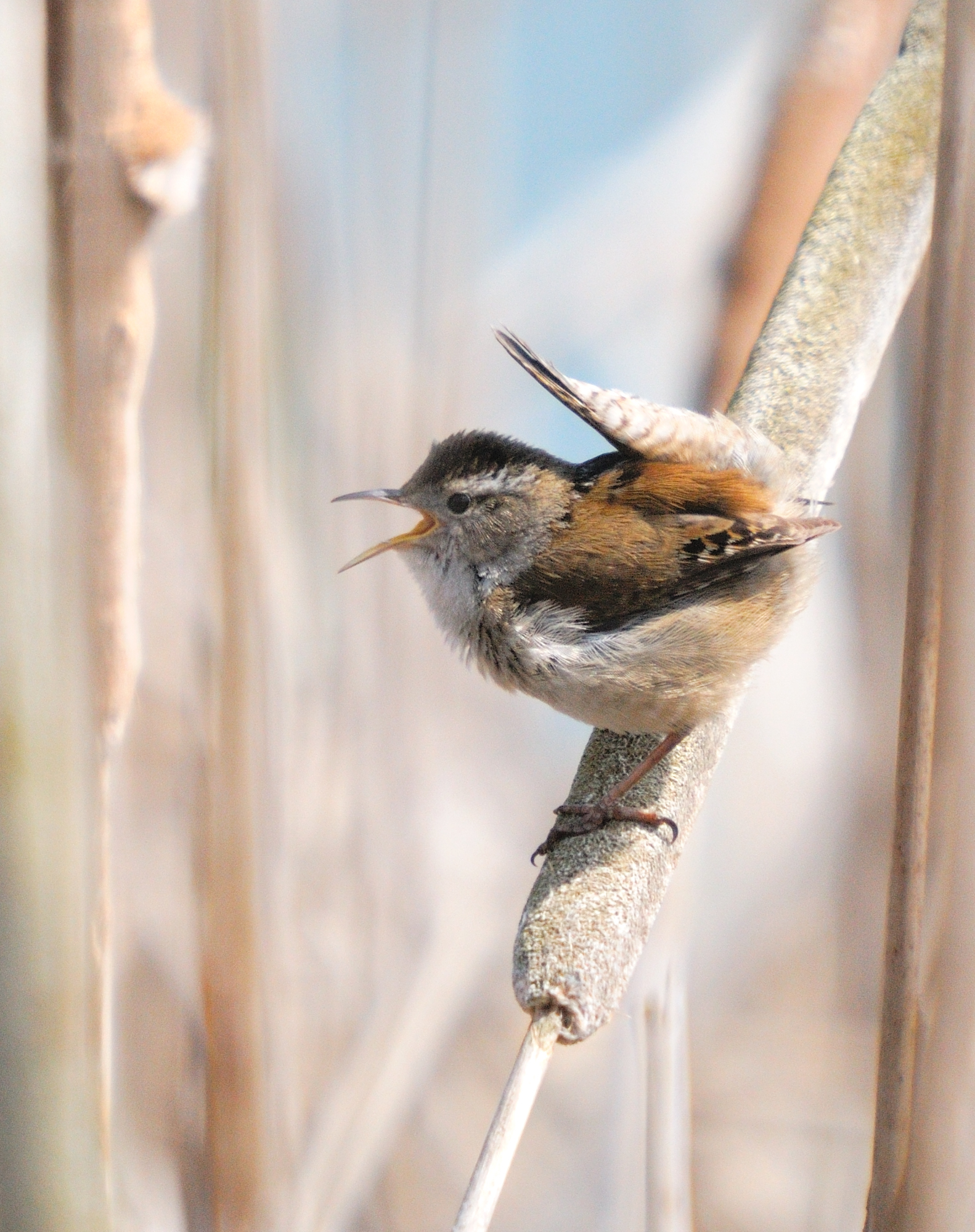
في إيونيا، كولومبيا البريطانية، كندا
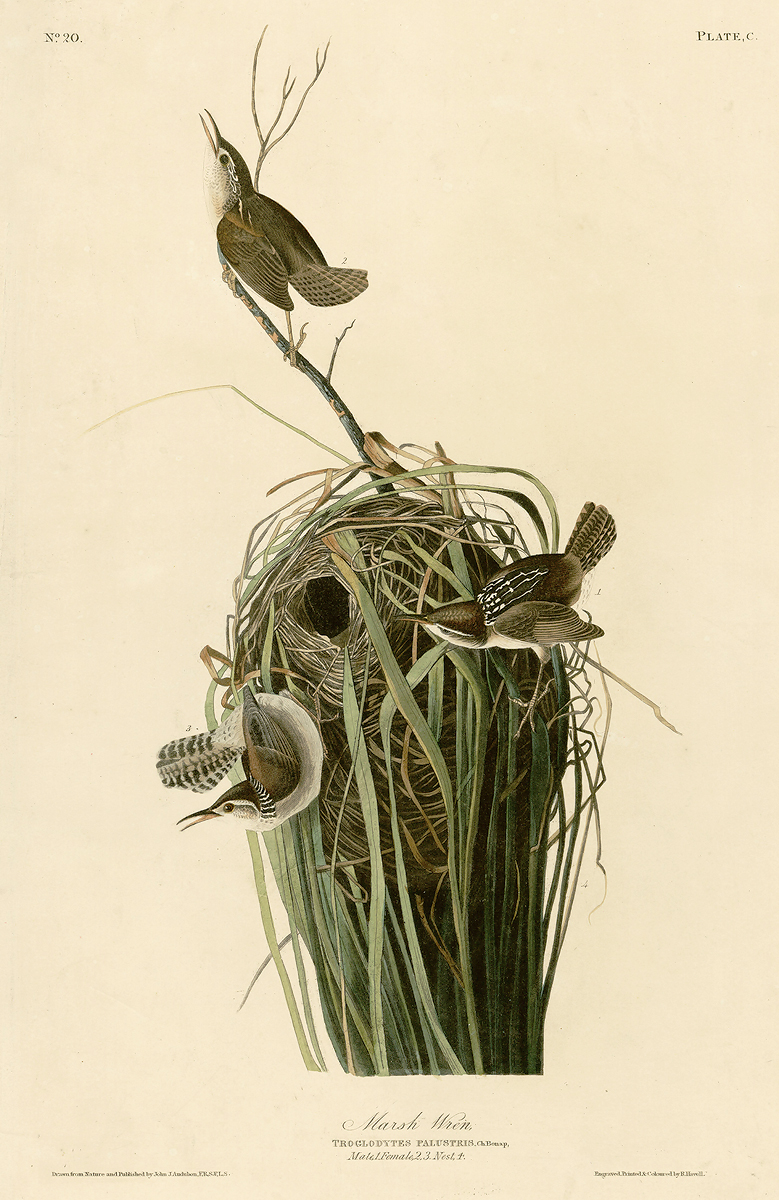
عش، رسم توضيحي
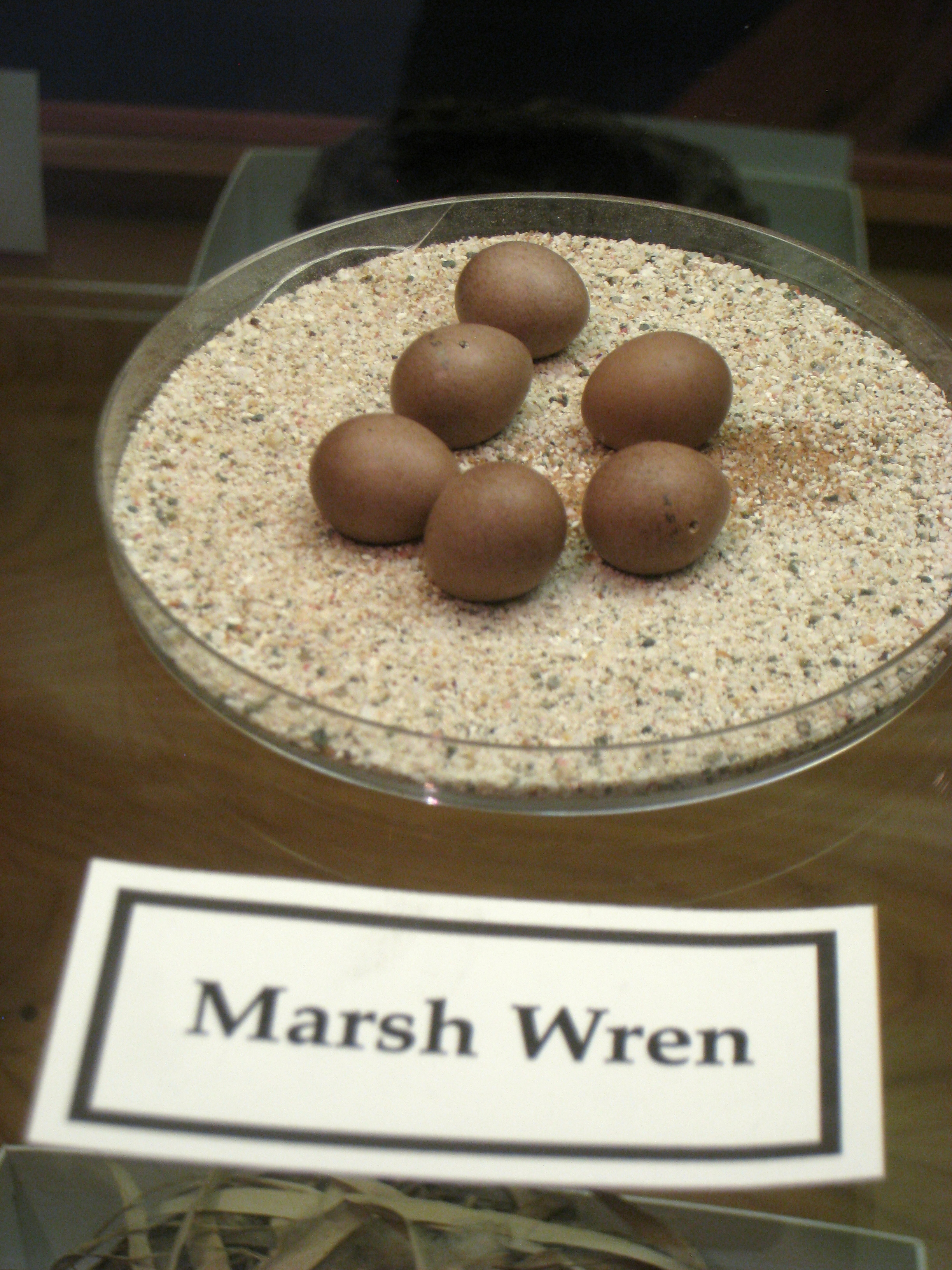
بيض